# Tan Liangde
Tan Liangde (chinesisch 譚良德 / 谭良德, Pinyin Tán Liángdé, Jyutping Tam4 Leung4 Dak1; * 14. Juli 1965 in Maoming) ist ein ehemaliger chinesischer Wasserspringer. Er nahm an drei Olympischen Spielen teil und gewann jeweils eine Silbermedaille.

## Karriere
Tan Liangde studierte an der Sporthochschule in Guangdong. Er nahm an den Olympischen Sommerspielen 1984 in Los Angeles teil. Tan startete im Wettbewerb vom Drei-Meter-Brett und konnte hinter dem Amerikaner Greg Louganis die Silbermedaille gewinnen. Vier Jahre später, bei den Olympischen Sommerspielen 1988 in Seoul, kam es erneut zum Duell zwischen Tan und Louganis, das mit demselben Ergebnis wie 1984 ausging. Tan Liangde gewann mit 704,88 Punkten erneut Silber hinter dem mit 730,80 Punkten siegenden Amerikaner. In Barcelona nahm Tan bei den Olympischen Sommerspielen 1992 letztmals an Olympischen Spielen teil. Erneut gewann er Silber vom Drei-Meter-Brett. Diesmal hinter dem Amerikaner Mark Lenzi. Bei den Schwimmweltmeisterschaften 1986 in Madrid und bei den Schwimmweltmeisterschaften 1991 in Perth gewann Tan Liangde ebenfalls zwei Silbermedaillen vom Drei-Meter-Brett.
Nach seiner aktiven Karriere wurde Tan Liangde Trainer in Tianjin. Er betreut unter anderem die Olympiasieger Hu Jia und Wang Xin. Dabei arbeitet er mit seiner Frau Li Qing zusammen, die ebenfalls eine erfolgreiche Wasserspringerin war. 2000 wurde er in die International Swimming Hall of Fame aufgenommen.